# オークランド・アラメダ・カウンティ・コロシアム

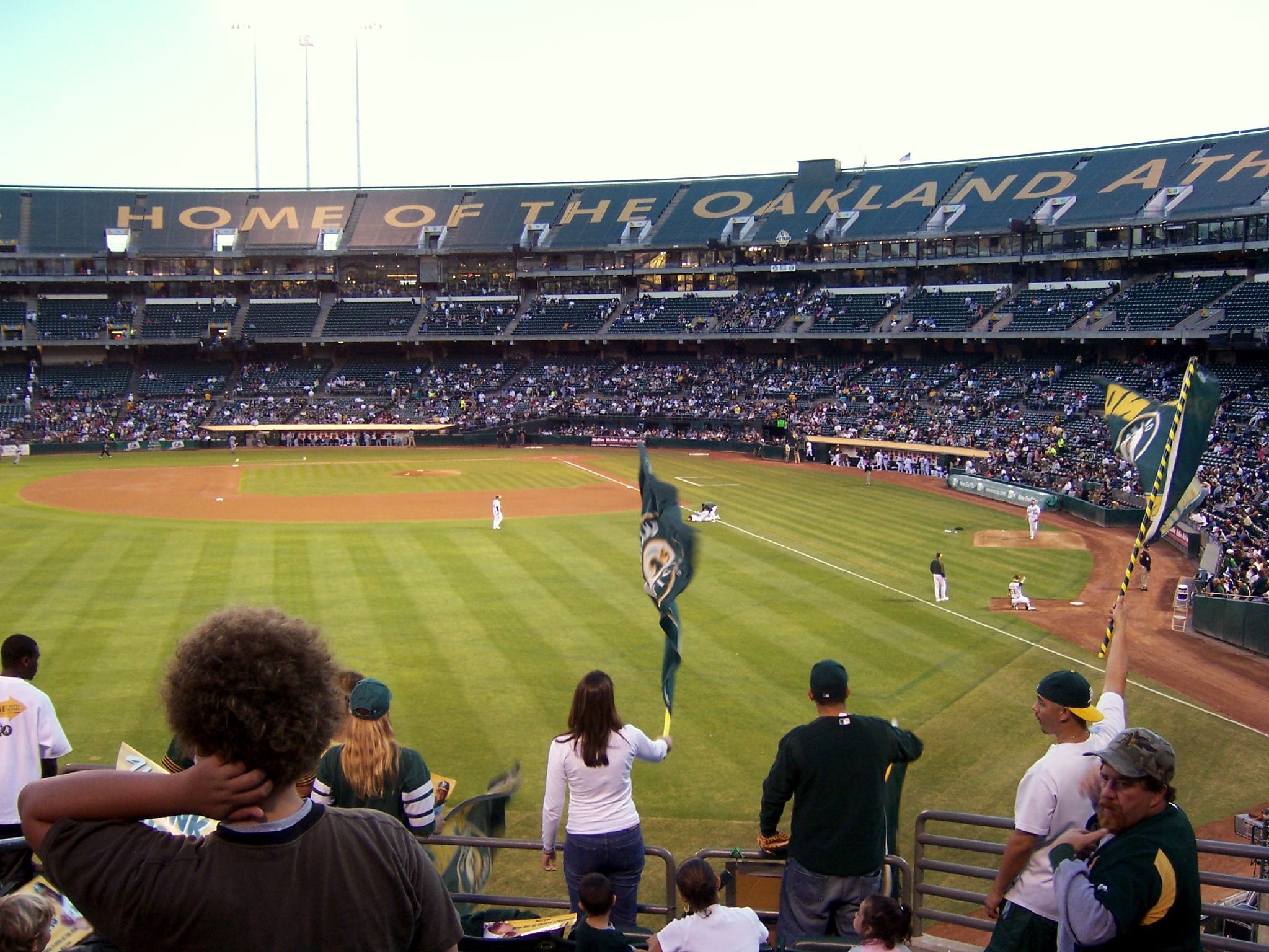
外野席からの眺め

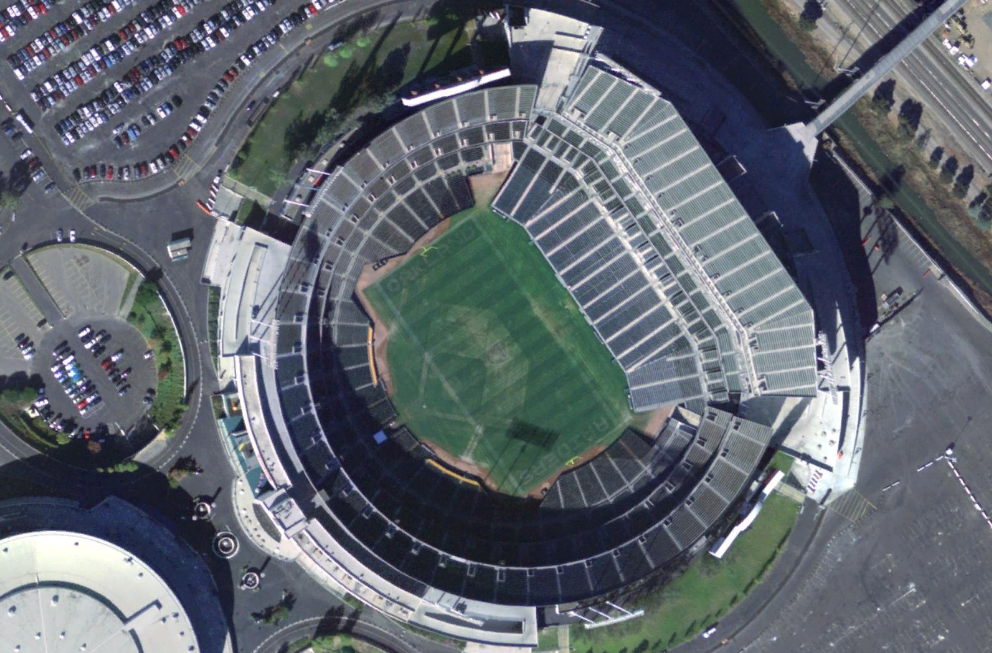
衛星写真

オークランド・アラメダ・カウンティ・コロシアム（英語: Oakland-Alameda County Coliseum、通称：オークランド・コロシアム（Oakland Coliseum））は、アメリカ合衆国カリフォルニア州オークランドにある多目的スタジアム。主にアメリカンフットボールと野球が行われる。2024年までMLBのオークランド・アスレチックスの本拠地に使用された。隣接地にオラクル・アリーナがある。

## 歴史
1962年に「レイダースの新本拠地」と「MLB球団誘致」を目的に建設開始。1966年に完成し、9月18日、オークランド・レイダース（当時。現:ラスベガス・レイダース）の新本拠地初試合が開催された。また、アスレチックスがミズーリ州カンザスシティからオークランドに移転してきたため、1968年からは野球の試合も開催されるようになった。
1982年にレイダースが一旦ロサンゼルスに移転したため、しばらくは野球専用になっていたが、1995年にレイダースがオークランドに戻ってきたため、アメリカンフットボールとの兼用になっている。レイダースが戻ってきたときに大規模な改修工事が行われ、22,000人収容のマウント・デービスが新たに設置された。原則としてアスレチックスの試合では2006年からこの部分にシートをかぶせて、観客が入れないようにしている。これは、アスレチックスの観客動員が低調なために、スタンドが空席になっているように見えるのを防ぐためである。
アスレチックスは2018年11月、2023年以降に開場予定であったオークランドボールパークに本拠地を移転することを発表し、オークランドとサンフランシスコを結ぶベイブリッジ近郊のウォーターフロント地区に建設を予定していた。しかし、オークランド市側との交渉が進まず、MLBが本拠地移転のための交渉を容認したため、 2023年4月20日にアスレチックスより市側との交渉打ち切り、およびネバダ州ラスベガスへの移転が発表された。アスレチックスは2024年をもってオークランド・アラメダ・カウンティ・コロシアムを離れ、新球場完成までの間となる2025年から2027年まではサクラメントの、サター・ヘルス・パークを暫定本拠地として用いることに決定した。
なお、レイダースは汚水逆流などの老朽化で、2020年シーズンよりラスベガス近郊のアレジアント・スタジアムに移転している。 

### スタジアム名の変遷
1966年にオークランド・アラメダ・カウンティ・コロシアム（Oakland-Alameda County Coliseum）という名称でオープンした。
1998年にネットワークアソシエイツ（現マカフィー）社の命名権取得に伴い、「ネットワークアソシエイツ・コロシアム」、そして同社の社名変更に伴い「マカフィー・コロシアム」と改称したが、2008年のメジャーリーグシーズン閉幕後にオープン時の名称に戻った。
2011年4月にはアメリカの企業オーバーストック・ドットコム社が命名権を取得し「オーバーストック・ドットコム・コロシアム」と名称変更。さらに同社のブランド変更に合わせ同年5月に「オー・ドットコー・コロシアム」へと変更した。2016年4月4日、命名権の契約を終了し名称が「オークランド・アラメダ・カウンティ・コロシアム」に戻されることが発表された。2017年2月6日にグラウンド部分のみ「リッキー・ヘンダーソン・フィールド」に改称されることが発表された。
2019年5月14日、リングセントラル社が年100万ドルの契約で同月31日、命名権契約を締結した。しかし、8月になってコロシアム当局の責任者であるスコット・マッキベンは、命名権契約の交渉と引き換えにリングセントラルに50,000ドルの手数料を要求したという申し立てが出て、突然辞任。その後、マッキベンはアラメダ郡地方検事局から、重罪1件と軽罪1件を含む利益相反法に違反したとして起訴された。2020年1月17日、命名権契約はコロシアム当局によって取り消されたため、1年経たずに元の名称に戻った。

## フィールドの特徴
MLBの球場の中ではファウルグラウンドが最も広いため、ファウルフライが客席まで届かず、守備側に捕られてアウトになることが多い。本塁打も出にくい傾向にあり、2010年の本塁打パークファクターは全30球場中28位の.0701である。このため、投手に有利な球場である。
ブルペンもファウルグラウンドにあるが、マウンドとホームベースが2組あるほかは、小さなベンチと屋根がフェンスに設置されただけの非常に簡素なものである。そのため、風雨が容赦なく吹き込んでくる。当球場を本拠地とするオークランド・アスレチックスが三塁側ダッグアウトを利用し、ビジターチームが一塁側ダッグアウトを利用する。

## 主要な出来事

### 野球
- 1968年4月17日、MLB公式戦初開催（オリオールズ 4–1 アスレチックス）。
- 1968年5月8日、キャットフィッシュ・ハンターが完全試合を達成した（アスレチックス 4－0 ツインズ）。
- 1981年10月15日、ニューヨーク・ヤンキースとのアメリカンリーグ優勝決定戦で、観衆によるウェーブが起こった。ウェーブの起源には諸説あるが、これを歴史上最初のウェーブとする説もある。
- 1987年7月14日、オールスターゲーム開催（ナ 2－0 ア）。
- 2002年9月4日、アスレチックスがアメリカンリーグ新記録となる20連勝を達成。
- 2009年9月6日、シアトル・マリナーズのイチローがMLB通算2000本安打を達成。
- 2010年5月9日、地元アスレチックスのダラス・ブレイデンがタンパベイ・レイズ戦で完全試合を達成。
- 2023年6月28日、ヤンキースのドミンゴ・ヘルマンがアスレチックスを相手に完全試合を達成[14]。
- 2024年9月26日、アスレチックスの本拠地最終戦が開催。4万6889人が訪れ、始球式に球団OBのリッキー・ヘンダーソンとデーブ・スチュワートが登場した（アスレチックス 3-2 ホワイトソックス）[15]。

- ワールドシリーズ開催：1972年、1973年、1974年、1988年、1989年、1990年

### アメリカンフットボール
- 1966年9月18日、オークランド・レイダース公式戦初開催
- 1971年1月2日、カレッジフットボール東西オールスターゲーム
- 2022年2月14日、ジョン・マッデン追悼式